# 藤原頼遠
藤原 頼遠（ふじわら の よりとお）は、平安時代中期の貴族。
藤原氏の本流である藤原北家の初代・藤原房前の五男・藤原魚名流とされる藤原秀郷の長男・藤原千晴の孫。

## 経歴
『尊卑分脈』には、頼遠は「下総住人・五郎太大夫」と書かれている。その後、陸奥国に下向するがその理由は不明である。なお、頼遠が住んでいた下総国（現在の千葉県北部および茨城県南部）を含む房総を中心に起こった、長元元年（1028年）からの平忠常の乱に関連した可能性も考えられる。
『続群書類従』坂上系図によると、陸奥権少掾である坂上,藤原頼遠は、藤原秀郷の孫である祖父・藤原千清の養子になったという。
なお、藤原頼遠の長男で、宮城県亘理郡の領主・藤原経清も、陸奥守兼鎮守府将軍・藤原登任と共に都から下向してきたとも言われ、安倍頼良（安倍頼時）の長女と結婚した。その後起きた前九年の役で安倍氏と共に源頼義率いる政府軍と戦い滅亡した。
藤原経清の子に当たる初代・藤原清衡から奥州藤原氏は平泉を本拠地として東北地方を約100年間支配した。第3代・藤原秀衡のときには陸奥守及び鎮守府将軍として名実ともに東北地方全域を支配したが、第４代藤原泰衡のときに源頼朝率いる鎌倉幕府軍との戦いに敗れて奥州藤原氏は滅亡した。
『康富記』文安元年（1444年）閏6月23日条に見える、前九年の役において安倍氏軍の将として戦死を遂げた藤原重光や、後三年の役の金沢柵合戦において源義家軍の将として名が見える藤原重宗は、頼遠の孫（頼遠の子と目される重久の子）とされる。